# Zuzana Rehák-Štefečeková
Zuzana Štefečeková (født 15. januar 1984 i Nitra) er en slovakisk skytte. 
Štefečeková vandt olympisk sølv ved sommer-OL 2008 i Beijing i trap. 
Hun gentog derefter bedriften under sommer-OL 2012 i London efter at have vundet shootout med Delphine Reau fra Frankrig, der tog bronzen.